# Кульміно
Ку́льміно (рос. Кульмино, ерз. Кульмина) — село у складі Чамзінського району Мордовії, Росія. Входить до складу Отрадненського сільського поселення.

## Населення
Населення — 290 осіб (2010; 331 у 2002).
Національний склад (станом на 2002 рік):
- мордва — 88 %